# Beta Cephei
Bêta de Céphée
Désignations
Beta Cephei (β Cep / β Cephei, Bêta de Céphée), également nommée Alfirk, est une étoile triple de troisième magnitude de la constellation de Céphée. Elle est le prototype de la classe des étoiles variables pulsantes de type Beta Cephei. D'après la mesure de sa parallaxe annuelle par le satellite Hipparcos, le système est situé à environ ∼ 690 a.l. (∼ 212 pc) de la Terre.

## Nom
Beta Cephei est la désignation de Bayer de l'étoile. Elle porte également le nom traditionnel d'Alfirk (arabe الفرقة al-Firq), qui signifie « le troupeau » (référant à un troupeau de moutons). Il a été officialisé par l'Union astronomique internationale en date du 21 août 2016.

## Propriétés
Beta Cephei est un système d'étoiles triple. Il comprend une binaire spectroscopique, dont les deux composantes sont désignées Beta Cephei Aa et Ab, et une troisième composante visuelle, désignée Beta Cephei B. Il est distant d'environ 595 années-lumière de la Terre.
Beta Cephei Aa est une géante bleue de type spectral B2IIIv. C'est le prototype des étoiles variables de type Beta Cephei. Sa magnitude apparente varie entre +3,16 et +3,27 sur une période de 0,190 482 jour.
Beta Cephei B est une étoile blanche de la séquence principale de huitième magnitude et de type spectral A2V, située à 13,6 secondes d'arc de la composante A.

## Une future «étoile polaire»
En raison de la précession des équinoxes, Beta Cephei deviendra l'étoile polaire de l'hémisphère nord aux alentours de l'an 5 200 ; elle partagera ce rôle avec Iota Cephei qui sera située à peu près à la même distance du pôle qu'elle. Les deux étoiles succéderont à Gamma Cephei (Errai) dans ce rôle et précèderont Alpha Cephei (Aldéramin).